# Первый монархический съезд
Пе́рвый монархи́ческий съезд — международный съезд русских монархистов в Германии 16 (29 мая)—24 мая (6 июня) 1921, имевший своей целью положить начало организованной работе монархистов как в эмиграции, так и в России. Проходил в курортном местечке Рейхенгалль (Бавария).

## Причины созыва
В условиях предполагавшегося скорого падения советской власти в России и активизации в этой связи деятельности республиканцев и социалистов, готовившихся занять место большевиков «для дальнейшего углубления революции», существовала необходимость создания единого монархического фронта в противовес республиканским и социалистическим течениям.

## Цели съезда
Официальная цель съезда — хозяйственное восстановление России. Такая формулировка была выбрана, чтобы не привлекать излишнего внимания германских властей.
Мы берём на себя звание контрреволюционеров, звание почётное, но и обязывающее и в первую очередь в смысле искупления грехов, совершённых всеми монархистами.

## Задачи съезда
1. объединение всех монархистов;
2. установление плана работы будущего движения;
3. возглавление этого движения.

## Ход событий на Съезде
Открытие Съезда было назначено на воскресенье 16/29 мая, а начало работы — на 17/30 мая 1921 года.
По ходу сбора монархистов в Рейхенгалле сразу обозначилось две группы участников:
- «правая группа» — организаторы Съезда — Н. Е. Марков, князь А. А. Ширинский-Шихматов, А. А. Римский-Корсаков;
- «умеренная группа», члены которой опасались, что они в ходе голосований образуют лишь незначительное меньшинство и возлагали свои надежды на приезд из Ниццы и Парижа групп, возглавляемых А. Ф. Треповым, надеясь, что после этого их положение относительно «берлинских зубров» уравновесится. «Левые», допуская Маркова, опасались выдвижения Соколова-Баранского и считали Н. Д. Тальберга слишком молодым, чтобы заседать в центральном органе.

### 29 мая. Открытие Съезда
29 мая — в день открытия Съезда — «берлинской группой» было решено сменить на посту председателя Съезда А. А. Римского-Корсакова А. Н. Крупенским с целью продемонстрировать «левым» свою беспристрастность и готовность идти на уступки для пользы общего дела.
В три часа дня началось молебствие, которое отслужил преосвященный Евлогий, обратившийся к собравшимся, после окончания службы, со словом приветствия.
Затем А. А. Римский-Корсаков объявил съезд открытым и предоставил слово Н. Е. Маркову — председателю временного бюро по созыву Съезда.
Николай Евгеньевич обрисовал общую текущую ситуацию и перешёл к причинам, побудившим инициаторов созвать Съезд монархистов. Марков упомянул, что во время Гражданской войны борьба с красными велась под самыми разными лозунгами и во имя самых разных интересов, кроме интересов самого русского народа: «Было много нового, но хорошего было мало, поэтому народ не пошёл за этими движениями. Говорят, что страна, населённая 160 миллионами, не может погибнуть, не может погибнуть одна шестая часть вселенной».
Н. Е. Марков говорит о вере в возрождение России, однако предостерегает о нависшей над ней опасностью и призывает помнить примеры гибели других могущественных этносов.
Как бы не опоздала помощь. Ни белые, ни красные не имели успеха, посему пора выступить третьим. Пришло время нам самоопределиться. Красные выступали под красным интернационалом, белые объединялись под лозунгами республиканскими, мы объединим народ, восполнив синим цветом русский национальный флаг.
В своём выступлении Марков также упомянул заслуги генерала Безобразова в деле сбора средств для съезда, указал на то, что всё же есть государство (Бавария), нашедшее для себя возможным разрешить созыв Съезда и поблагодарил общество «Ауфбау» за оказанную помощь.
Речь Н. Е. Маркова сводилась к призыву «не вернуться к порядкам», но «вернуть порядок», который может дать только Царь. Прозвучала констатация необходимости длительной работы над собой, необходимость перерождения монархистов, так как «надо открыто признать, что лишь оскудение духа монархизма и отношение к самому монарху привели Россию к революции. Наш лозунг: „Вера, Царь, Народ“». Речь Маркова закончилась под овации, в которых собравшиеся выразили благодарность к человеку, давшему им возможность собраться в Рейхенгалле.
Далее прошли выборы президиума Съезда: 83 голосами председателем был избран А. Н. Крупенский. Результаты голосования показали единодушие собравшихся, а также то обстоятельство, что, консолидировавшись, Трепов и Марков могут руководить Съездом.
Для решения профильных вопросов действовали следующие комиссии:
1. Восстановление России
2. Религиозно-нравственная
3. Военная
4. Иностранных дел
5. Финансово-экономическая
6. Пропаганды, учебного дела и издательская
7. Организационная и тактики монархического движения